# Epsilon Volantis
Epsilon Volantis (ε Vol / ε Volantis) ist ein Vierfachsternsystem im Sternbild Fliegender Fisch. Das System ist etwa 642 Lichtjahre von der Erde entfernt. Bei Epsilon Volantis umkreisen sich zwei 4,5 mag helle Sterne und ein nur 8 mag lichtschwacher Stern in einem scheinbaren Abstand von 6,1 Bogensekunden. Die beiden Sterne der Komponente Epsilon Volantis A sind ein spektroskopischer Doppelstern und bilden mit dem Begleiter Epsilon Volantis B, der auch als spektraler Doppelstern aufgelöst werden konnte, ein System mit einer Umlaufperiode von etwa 14,17 Tagen.
Epsilon Volantis A, ist ein blau-weißer Unterriese vom B-Typ.